# Henryka Kerner
Henryka Kerner, Henryka Kernerówna (ur. 1892 w Tarnowie, zm. 1978) – polska rzeźbiarka i malarka pochodzenia żydowskiego.
Nauki pobierała u rzeźbiarzy Henryka Hochmana oraz u Antona Hanaka w Kunstgewebeschule w Wiedniu. Wraz z Hochmanem prowadziła pracownię ceramiczną w Tarnowie. Była członkiem Zawodowego Związku Polskich Artystów Plastyków. Przed lub zaraz po wybuchu II wojny światowej w 1939 roku wyjechała do Paryża.

## Działalność artystyczna
Przed 1930 rokiem wystawiała swoje rzeźbiarskie prace w Wiedniu w Künstlerhaus, w Szkole Przemysłu Artystycznego w Monachium i w Lipsku. Pierwszą indywidualną wystawę rzeźby na ziemiach polskich miała w grudniu 1930 roku w Warszawie w prywatnym salonie Czesława Garlińskiego; wystawiała tam m.in. Madonnę, Szopkę (ceramika) i małe formy ceramiczne. Według recenzenta prace Kernerówny zostały w Warszawie nieco zlekceważone ze względu na "drobne rozmiary dziełka, jako coś w rodzaju dekoracyjnych robótek" ale jej figurki zdradzały zamiłowanie w sztuce ludowej. W kolejnych latach wystawiała w kilku miastach: w Krakowie (1929-1935, na wystawie Towarzystwa Przyjaciół Sztuk Pięknych), w Katowicach (1931, na wystawie członków Zrzeszenia Żydowskich Artystów Malarzy i Rzeźbiarzy), w Tarnowie (1931, na wystawie prac ceramicznych w Muzeum Okręgowym), w Sosnowcu (1932, na wystawie prac członków grupy Niezależni). W 1934 roku uczestniczyła w Salonie oraz w Salonie Jesiennym, natomiast jej obraz pt. Tulipany był wystawiony w Towarzystwie Przyjaciół Sztuk Pięknych w Krakowie. W 1937 roku wystawiała swoje prace na pierwszym ogólnopolskim salonie rzeźby w Instytucie Propagandy Sztuki w Warszawie. W listopadzie 1938 roku jej prace można było zobaczyć na wystawie Współczesnej Sztuki Kościelnej w sali Pavillon Martau w Luwrze w Paryżu, gdzie wystawiała "tchnieniem ludowości polskiej owiane figurynki i zespoły rzeźbiarskie: Szopka, Trzy Marie, Zwiastowanie, Ukrzyżowanie". Była wtedy stypendystką Ministerstwa Wyznań Religijnych i Oświecenia Publicznego.

## Styl
Tworzyła głównie małe ceramiczne figurki oraz kompozycje majolikowe i rzeźby w kamieniu o tematyce religijnej, stylizowane figurki kobiece i dziecięce. 

Figury pokrywała zawsze szkliwem cynowym o chłodnym odcieniu na którym malowała polichromie w charakterystycznej gamie barwnej: lilaróż, fiolety, granat z dodatkiem brązów, żółci, zieleni i czerwieni w detalach. Jej domenę stanowiły figurki kobiece o tematyce religijnej i świeckiej. Zarówno święte, jak i damy często przedstawiała w akcie lub w strojach stylowych.

 Tworzyła również kafle i plakiety z płaskorzeźbą wypukłą przedstawiające postacie św. Franciszka i św. Krzysztofa. Prace sygnowała podpisem rytym: „H. Kerner" lub inicjałami: „H.K.".

## Prace
- Dziewczyna w krynolinie – majolika, pracownia własna w Tarnowie, 1929;
- Trzy Marie – majolika, pracownia własna w Tarnowie, 1929;
- Plakieta – majolika, prac. własna w Tarnowie, 1930.
- Salome z głową św. Jana
- Judyta z głową Holofernesa

## Życie prywatne
Była związana z Henrykiem Hochmanem i wraz z nim prowadziła pracownię ceramiczną w Tarnowie. We wspomnieniach Henryka Schönkera " [..] chodowała 16 kotów syjamskich, o które "dbała jak to były jej dzieci".